# Nishino Kana
Nishino Kana (西野 カナ (Tây Dã Gia Nại) sinh ngày 18/3/1989 tại Matsusaka, Mie) là một ca sĩ và nhạc sĩ J-Pop người Nhật Bản, được gọi với tên Kanayan bởi các fan hâm mộ của mình, đã ký hợp đồng với SME Records' Newcome Inc, khởi nghiệp ngày 20/2/2008 với bài hát "I".
Kênh truyền hình CNN nhận định cô là ca sĩ trẻ được các bạn trẻ nữ rất yêu thích tại Shibuya, Tokyo.

## 1. Cuộc sống và sự nghiệp

### 1989 – 2006: Khởi đầu sự nghiệp
Nishino học tiếng Anh từ rất sớm và cô đã đến Mĩ hai lần. Cô bắt đầu quan tâm đến nhiều thể loại âm nhạc gồm có hip-hop, R&B và reggae. Nhưng cô cũng rất thích văn học nhật bản nên bắt đầu hát những bài hát dân ca của Nhật Bản. Ước mơ trở thành ca sĩ của cô bắt đầu ở trường trung học cơ sở. Khi cô 16 tuổi, mẹ cô bí mật gửi một băng demo của cô đến Miss Phoenix Audition, và cô được đánh giá là một ca sĩ hàng đầu trong khoảng 40.000 thí sinh tham dự. Một năm sau đó tức 2006, cô đã được ký hợp đồng với SME Records.

### 2007 – 2010: Ra mắt và đột phá
Năm 2007, khi đang chuẩn bị trở thành ca sĩ, cô đang học văn học Anh tại trường đại học. Cùng thời điểm đó cô đã gặp gỡ bộ đôi Nervo người Úc, những người đã tặng cho cô một bài hát mang tên "I don't wanna know" để sử dụng trong kế hoạch âm nhạc của cô. Nishino đã viết lại lời bài hát ấy bằng tiếng Nhật và đổi lại tên bài hát thành "I"
Trong tháng 12 năm 2007, trang web chính thức của cô được mở ra, và từ thời điểm đó trở đi "* I * ~ Merry Christmas ver. ~" sẵn sàng để tải về từ một số trang web của Nhật Bản, bao gồm cả Mora. Điều thú vị là, phiên bản gốc "I Do not Wanna Know" sẵn sàng để tải về trên American iTunes từ ngày đầu năm mới trở đi. Phiên bản dưới dạng đĩa đã phát hành hai tháng sau, vào ngày 20 tháng 2 năm 2008.
Đĩa đơn thứ hai của Nishino đã được gọi là "Glowly Days". Đĩa đơn thứ ba, "Style", được sử dụng làm bài hát chủ đề kết thúc cho loạt phim hoạt hình Soul Eater và đĩa đơn thứ tư "Make Up" được sử dụng trong  ONA Chocolate Underground từ miniseries của Vương quốc Anh Bootleg với một trong các B-sides của nó, "Kirari", như một bài hát trong phim.
Sau bốn đĩa đơn đầu tiên của cô, âm nhạc của cô có nhiều chất RnB hơn. Đĩa đơn thứ năm của cô "Tōkutemo feat. Wise "được phát hành như một full-track (Chaku Uta Full ) vào ngày 11 tháng 3 năm 2009. Phiên bản đĩa CD đã được phát hành vào ngày 18 tháng 3, năm 2009. Đây là đĩa đơn đầu tiên lọt vào top 50 trong bảng xếp hạng đĩa đơn Oricon. Đĩa đơn của Wise "Aenakutemo feat. Kana Nishino" ra mắt đạt #9 trên bảng xếp hạng RIAJ Digital Track.
Nishino phát hành đĩa đơn thứ sáu " Kimi ni Aitaku naru kara" vào ngày 03 tháng 6 năm 2009. Đĩa đơn này đạt #14 trên bảng xếp hạng Oricon hàng tuần, trở thành đĩa đơn hay nhất trong số sáu đĩa đơn đã phát hành. Phiên bản điện tử của đĩa đơn này ra mắt đạt #5 trên bảng xếp hạng RIAJ Digital Track.
Album đầu tay của cô, LOVE one, được phát hành ngày 24 tháng 6 năm 2009 bao gồm 6 đĩa đơn đã phát hành, 1 b-side "Celtic", một pro và epilogue ("kirari") cùng với năm ca khúc mới: "doll" (track 3), "Girlfriend" (track 4), "Kimi no Koe wo feat. Verbal (M-Flo)" (track 5), "Life goes on..." (track 7), và "candy" (track 9). "Kimi no Koe o" đạt #5 tại bảng xếp hạng RIAJ Digital Track.
Nishino phát hành đĩa đơn thứ bảy "Motto...". Bản nhạc chuông full-track của bài hát sẵn sàng để tải về từ 14 tháng 10 và phiên bản CD được phát hành 21 tháng 10 năm 2009. Ca khúc ra mắt đạt #1 trên bảng xếp hạng RIAJ Digital Track. Cô phát hành đĩa đơn thứ 8, đĩa đơn kép "Dear.../Maybe" ngày 2 tháng 12 năm 2009.
Năm 2010, sau khi phát hành tiếp 2 đĩa đơn thứ 9 "Best Friend" ngày 24 tháng 2 và thứ 10 "Aitakute Aitakute" ngày 19 tháng 5, cô phát hành album thứ hai to LOVE ngày 23 tháng 6 cùng năm. Ngày 4 tháng 8 năm 2010, Kana Nishino phát hành đĩa đơn thứ 11, "If." Ca khúc được sử dụng làm nhạc nền và bài hát cuối phim của bộ phim "Naruto Shippuden 4: The Lost Tower". Đĩa đơn đạt #5 trên bảng xếp hạng Oricon và bán được 85,000 bản. Đĩa đơn thứ 12, "Kimi tte", được phát hành ngày 3 tháng 11 năm 2010.
Kana thi đấu trong đội đỏ ở 61st Kohaku Uta Gassen diễn ra vào ngày 31 tháng 12 năm 2010 với ca khúc "Best Friend" (Đây cũng là lần đầu cô xuất hiện tại chương trình này).

### 2011 – 2012: Thành công lớn tại Nhật Bản với Thank you, Love, Love Place và hơn nữa
Ngày 9 tháng 2 năm 2011, đĩa đơn thứ 13 "Distance" được phát hành. Cô cũng kết hợp với Wise với đĩa đơn "By your side" được phát hành ngày 16 tháng 3 năm 2011. Hai tháng sau, ngày 18 tháng 5 năm 2011, đĩa đơn thứ 14 "Esperanza" được phát hành. Chỉ một tháng sau, album thứ ba của cô, Thank you, Love, chứa bốn đĩa đơn và tám bài hát mới, là một thành công rực rỡ khi đạt vị trí #1 trên bảng xếp hạng Oricon ngay tuần đầu tiên. Album đã bán được 178.006 bản ngay tuần đầu tiên và giữ vị trí đó trong 67 tuần liên tiếp với tổng số 376.102 bản được bán ra. Mùng 9 tháng 11 cùng năm, cô phát hành đĩa đơn thứ 15, "Tatoe Donna ni..." Ca khúc chủ đề được sử dụng làm bài hát thương mại cho Sony Walkman's "Play You". Đĩa đơn đã đạt #5 trên bảng xếp hạng Oricon và trụ trong đó 23 tuần. Cho tới tháng 2 năm 2014, "Tatoe Donna ni..." đã đạt chứng nhận 3xPlatinum cho hơn 750.000 lần tải xuống.
Mùa xuân 2012, Ngoại hình dễ thương của Nishino xuất hiện trên các tạp chí "CUTiE" "JELLY", "JJ", "Popteen", "Ray", và "ViVi" (xếp theo thứ tự bảng chữ cái). Chỉ trong 8 tháng, từ mùng 7 tháng 3 tới mùng 7 tháng 11, cô ra mắt liên tiếp 4 đĩa đơn (SAKURA, I love you? ngày mùng 7 tháng 3, Watashitachi ngày mùng 23 tháng 5, GO FOR IT!! ngày 25 tháng 7 và Always ngày mùng 7 tháng 11, cũng như album thứ 4 mang tên Love Place. Album được phát hành với hai phiên bản: bản giới hạn gồm CD+DVD và bản thường chỉ có CD. Ca khúc "Be Strong" được sử dụng để quảng bá cho album. Album được tái phát hành ở Đài Loan dưới dạng gói đi kèm lịch để bàn 2013 độc đáo. Album đoạt giải nhất trong "Grand prix record Nippon! Shining 54th" album gốc mới nhất "Love Place".

### 2013–2014: Best albums và box albums
Mặc dù đĩa đơn của cô đã được tải xuống nhiều lần, doanh số đĩa đơn vật lý của cô bắt đầu giảm. Sáu tháng sau, Kana đã phát hành thêm hai đĩa đơn: Đĩa đơn thứ 20, "Believe" vào tháng 6, sau đó là đĩa đơn thứ 21 "Namidairo" vào tháng 8. Để kỷ niệm 5 năm ca hát của mình, Kana đã công bố hai best album, Love Collection ~ pink ~ và Love Collection ~ mint ~, sẽ được phát hành dưới dạng box sets vào ngày 4 tháng 9 năm 2013. Phiên bản ~ mint ~ đạt vị trí số 1 trên bảng xếp hạng Oricon, với phiên bản ~ pink ~ ở vị trí thứ 2. Hai album đã bán được gần 650.000 bản. Một tháng sau, cô phát hành đĩa đơn thứ 22, "Sayonara". Cô là nữ nghệ sĩ solo bán chạy nhất ở Nhật Bản trong năm này.
Bảy tháng sau, vào năm 2014, cô đã phát hành đĩa đơn thứ 23 "We Don't Stop". Đĩa đơn đạt #2 trên bảng xếp hạng Oricon với 33.000 bản bán được. Vào tháng 8, cô đã phát hành đĩa đơn thứ 24 có chủ đề âm nhạc đồng quê "Darling". Đĩa đơn đạt vị trí thứ 6 trên bảng xếp hạng Oricon với hơn 42.000 bản bán được và được chứng nhận 3xPlatinum vì đã được tải xuống hơn 750.000 lần, trở thành một trong những hit mới nhất của cô. Cô tiếp tục phát hành đĩa đơn thứ 25 với bản ballad mang tên "Suki", đạt # 9 trên bảng xếp hạng Oricon khi chỉ bán được 24.803 bản. Vào tháng 11, cô đã phát hành album thứ năm with LOVE. Album đạt vị trí số 1 trên bảng xếp hạng Oricon với gần 270.000 bản bán được. Điều đó giúp cô trở thành nữ nghệ sĩ solo bán chạy thứ 2 trong năm.

### 2015–2016: Chiến thắng tại Japan Record Awards và các dự án khác
Một thời gian khá dài sau đĩa đơn "Darling", cô mới phát hành một đĩa đơn có chủ đề âm nhạc đồng quê khác vào tháng 4, đĩa đơn thứ 26 có tên "Moshimo Unmei no Hito ga Iru no Nara". Đĩa đơn chỉ đạt # 11 trên bảng xếp hạng Oricon nhưng đã bán được gần 42.000 bản. Đĩa đơn đã được chứng nhận 2xPlatinum vì đã được tải xuống hơn 500.000 lần vào tháng 5 năm 2016. Sau khi phát hành đĩa đơn này, doanh số đĩa đơn của cô bắt đầu tăng trở lại.
Vào tháng 9, Kana đã phát hành đĩa đơn thứ 27 với chủ đề nhạc đồng quê "Torisetsu". Đĩa đơn được sử dụng làm bài hát chủ đề cho bộ phim Heroine Shikkaku và đạt vị trí thứ 6 trên bảng xếp hạng Oricon. Đây cũng là đĩa đơn đầu tiên của cô có thể bán được hơn 25.000 bản trong tuần đầu tiên kể từ "GO FOR IT!!" cũng như đĩa đơn bán chạy nhất của cô kể từ "Kimi tte" phát hành năm 2010. Đĩa đơn đã được RIAJ cấp chứng nhận 1xGold cho tổng cộng hơn 100.000 bản bán được.
Vào ngày 18 tháng 11, cô đã phát hành một cặp best album khác: Secret Collection ~ RED ~ và Secret Collection ~ GREEN ~, chỉ chứa B-sides của các đĩa đơn và album được phát hành trước đó. Phiên bản ~ GREEN ~ đạt # 2 trên bảng xếp hạng Oricon và phiên bản ~ RED ~ được đặt # 3, bán được tổng cộng gần 250.000. Một bài hát mới "No.1" đã được sử dụng làm ca khúc chủ đề cho chương trình Okitegami Kyoko no Biboroku và được chứng nhận Platinum vì đã được tải xuống hơn 250.000 lần. Cô là nữ nghệ sĩ solo bán chạy nhất tại Nhật Bản năm 2015 với 303.365 bản được bán ra.
Đĩa đơn thứ 28 của cô "Anata no Suki na Tokoro" được phát hành vào ngày 27 tháng 4 năm 2016. Đĩa đơn đạt vị trí thứ 5 trên bảng xếp hạng Oricon với gần 33.000 bản bán được. Vào ngày 13 tháng 7, cô phát hành album phòng thu thứ sáu Just LOVE. Album đạt vị trí số 1 trên bảng xếp hạng Oricon với doanh số tuần đầu tiên gần 127.000 bản. Nishino đã giành giải thưởng lớn đầu tiên nhờ bài hát này tại 58th Shining! Japan Record Awards được tổ chức vào ngày 30 tháng 12 cùng năm. Vào ngày 26 tháng 10, đĩa đơn thứ 29 "Dear Bride" đã được phát hành. Ca khúc đã chiến thắng 49th Japan Cable Awards được tổ chức vào mùng 5 tháng 12 cùng năm.

### 2017 – 2019: Kỷ niệm 10 năm ca hát, tạm ngừng hoạt động và hôn nhân
Nishino đã được chọn là người chiến thắng của 2016 ISUM Bridal Music Awards" được tổ chức vào ngày 15 tháng 3 năm 2017.
Vào ngày 8 tháng 4 cùng năm, bộ lịch kỷ niệm 10 năm "KANA NISHINO 10th ANNIVERSARY MEMORIAL CALENDAR" đã được phát hành. Nhưng sau 2 đĩa đơn "Pa" (thứ 30 ) và "Girls" (thứ 31) không thực sự thành công, Nishino đã quyết định tổ chức Dome Tour (Tour diễn tại 1 trong 6 sân vận động lớn có mái vòm của Nhật Bản) đầu tiên của mình, "Kana Nishino Dome Tour 2017" Many Thanks, tại Kyocera Dome Osaka vào ngày 26 và 27 tháng 8 năm 2017, và Tokyo vào ngày 23 và 24 tháng 9 năm 2017. Mỗi sân vận động đã tổ chức 2 buổi biểu diễn, và tổng cộng 160.000 người đã được huy động trong cả 4 buổi biểu diễn.
Vào ngày 26 tháng 8 cùng năm, (ngày đầu tiên của hai Dome Tour trên), Nishino Kana đã tiết lộ về 2 dự án mới, đĩa đơn thứ 32 "Te Wo Tsunagu Riyuu" (phát hành ngày 18 tháng 10) và album thứ 7 "LOVE it" (phát hành ngày 15 tháng 11 năm 2017) được phát hành vào mùa thu. Từ ngày 19 tháng 5 năm 2018 đến ngày 25 tháng 7 năm 2018, Nishino đã thực hiện National Hall Tour 2018 "LOVE it Tour" ( 26 buổi biểu diễn ) lần đầu tiên sau bảy năm, cùng với ~ 10th Anniversary ~ ( 12 buổi biểu diễn ). Tổng cộng 38 buổi biểu diễn đã huy động 200.000 người.
Vào ngày 4 tháng 10 năm 2018, kỷ niệm 10 năm ra mắt của cô, cô thông báo rằng hai best albums "Love Collection 2-mint-" và "Love Collection 2-pink-" sẽ được phát hành đồng thời vào ngày 21 tháng 11 cùng năm, lần đầu tiên sau 5 năm. Cùng năm đó, cô ra mắt video LOVE it Tour-10th Anniversary vào ngày ngày 26 tháng 12.
Vào ngày 8 tháng 1 năm 2019, Nishino tuyên bố rằng cô sẽ tạm ngừng hoạt động vô thời hạn trên Twitter chính thức, trang web chính thức và câu lạc bộ fan hâm mộ chính thức của cô. Vào ngày 3 tháng 2, cô chính thức kết thúc sự nghiệp với buổi diễn "Kana Nishino Love Collection Live 2019" tại Đấu trường Yokohama (Video được xuất bản 2 tháng sau đó). Nishino tuyên bố rằng cô kết hôn với người quản lý cũ vào sinh nhật lần thứ 30 của mình, và đó chính là lý do cô giã từ sân khấu.

## 2. Danh sách đĩa nhạc

### Album phòng thu
| #                              | Tên             | Thông tin                                                                        | Vị trí cao nhất | Vị trí cao nhất | Vị trí cao nhất | Vị trí cao nhất | Doanh thu (JPN) | Chứng nhận       |
| #                              | Tên             | Thông tin                                                                        | JPN             | KOR             | TWN             | TWN East Asian  | Doanh thu (JPN) | Chứng nhận       |
| ------------------------------ | --------------- | -------------------------------------------------------------------------------- | --------------- | --------------- | --------------- | --------------- | --------------- | ---------------- |
| 1                              | LOVE one        | Phát hành: 24/06/2009 Nhãn hiệu: Sony Music Japan Định dạng: CD, CD/DVD, nhạc số | 4               | —               | —               | —               | 222,000         | RIAJ: Platinum   |
| 2                              | to LOVE         | Phát hành: 23/06/2010 Nhãn hiệu: Sony Music Japan Định dạng: CD, CD/DVD, nhạc số | 1               | 46              | —               | 6               | 729,000         | RIAJ: 3xPlatinum |
| 3                              | Thank you, Love | Phát hành: 22/06/2011 Nhãn hiệu: Sony Music Japan Định dạng: CD, CD/DVD, nhạc số | 1               | 98              | 14              | 6               | 379,000         | RIAJ: 2xPlatinum |
| 4                              | Love Place      | Phát hành: 05/09/2012 Nhãn hiệu: Sony Music Japan Định dạng: CD, CD/DVD, nhạc số | 2               | 19              | 5               | 1               | 346,000         | RIAJ: Platinum   |
| 5                              | with LOVE       | Phát hành: 12/11/2014 Nhãn hiệu: Sony Music Japan Định dạng: CD, CD/DVD, nhạc số | 1               | 25              | 19              | 1               | 267,000         | RIAJ: Platinum   |
| 6                              | Just LOVE       | Phát hành: 13/07/2016 Nhãn hiệu: Sony Music Japan Định dạng: CD, CD/DVD, nhạc số | 1               | 9               | —               | —               | 312,000         | RIAJ: Platinum   |
| 7                              | LOVE it         | Phát hành: 15/11/2017 Nhãn hiệu: Sony Music Japan Định dạng: CD, CD/DVD, nhạc số | 2               | 11              | —               | —               | 153,000         | RIAJ: Gold       |
| —: Không có trên bảng xếp hạng |                 |                                                                                  |                 |                 |                 |                 |                 |                  |

### Album tổng hợp
| — |

| — |

### Đĩa đơn

#### Vai trò hát chính
| #                              | Tên                                                                                              | Năm  | Vị trí cao nhất       | Vị trí cao nhất         | Vị trí cao nhất | Vị trí cao nhất | Doanh thu (JPN) | Chứng nhận                                                                               | Album                      |
| #                              | Tên                                                                                              | Năm  | Oricon Singles Charts | Billboard Japan Hot 100 | TWN             | TWN East Asian  | Doanh thu (JPN) | Chứng nhận                                                                               | Album                      |
| ------------------------------ | ------------------------------------------------------------------------------------------------ | ---- | --------------------- | ----------------------- | --------------- | --------------- | --------------- | ---------------------------------------------------------------------------------------- | -------------------------- |
| 1                              | "I"                                                                                              | 2008 | 155                   | 10                      | —               | —               | 500             |                                                                                          | LOVE one                   |
| 2                              | "Glowly Days"                                                                                    | 2008 | 126                   | 22                      | —               | —               | 1,000           |                                                                                          | LOVE one                   |
| 3                              | "Style."                                                                                         | 2008 | 57                    | 67                      | —               | —               | 3,000           |                                                                                          | LOVE one                   |
| 4                              | "Make Up"                                                                                        | 2009 | 119                   | 39                      | —               | —               | 700             |                                                                                          | LOVE one                   |
| 5                              | "Tōkutemo"(遠くても, "Even If You're Far Away") (ft Wise)                                        | 2009 | 40                    | 17                      | —               | —               | 10,000          | RIAJ (cellphone): Platinum                                                               | LOVE one                   |
| 6                              | "Kimi ni Aitaku Naru Kara" (君に会いたくなるから, "Because I've Grown to Miss You")              | 2009 | 19                    | 7                       | —               | —               | 12,000          | RIAJ (ringtone): 2× Platinum RIAJ (cellphone): 2× Platinum                               | LOVE one                   |
| 7                              | "Motto..." (もっと..., "More...")                                                                | 2009 | 6                     | 3                       | —               | —               | 65,000          | RIAJ (ringtone): 3× Platinum RIAJ (download): Million                                    | to LOVE                    |
| 8                              | "Dear.../Maybe"                                                                                  | 2009 | 7                     | 3                       | —               | —               | 53,000          | RIAJ (ringtone): 3× Platinum RIAJ (download): Million RIAJ (cellphone): Gold             | to LOVE                    |
| 9                              | "Best Friend"                                                                                    | 2010 | 3                     | 3                       | —               | —               | 71,000          | RIAJ (ringtone): Million RIAJ (download): Million RIAJ (physical): Gold                  | to LOVE                    |
| 10                             | "Aitakute Aitakute" (会いたくて 会いたくて, "I Miss You, I Miss You")                            | 2010 | 2                     | 4                       | —               | —               | 97,000          | RIAJ (ringtone): Million RIAJ (cellphone): Million RIAJ (physical): Gold RIAJ (PC): Gold | to LOVE                    |
| 11                             | "If"                                                                                             | 2010 | 5                     | 6                       | —               | —               | 91,000          | RIAJ (ringtone): 3× Platinum RIAJ (download): Million RIAJ (physical): Gold              | Thank you, Love            |
| 12                             | "Kimi tte" (君って, "You")                                                                       | 2010 | 3                     | 3                       | —               | 19              | 98,000          | RIAJ (ringtone): Million RIAJ (download): Million RIAJ (physical): Gold                  | Thank you, Love            |
| 13                             | "Distance"                                                                                       | 2011 | 3                     | 3                       | —               | —               | 61,000          | RIAJ (ringtone): 2× Platinum RIAJ (cellphone): Platinum RIAJ (physical): Gold            | Thank you, Love            |
| 14                             | "Esperanza"                                                                                      | 2011 | 5                     | 5                       | —               | 20              | 47,000          | RIAJ (download): 2× Platinum                                                             | Thank you, Love            |
| 15                             | "Tatoe Donna ni..." (たとえ どんなに..., "No Matter If")                                         | 2011 | 5                     | 5                       | —               | 6               | 64,000          | RIAJ (ringtone): 2× Platinum RIAJ (download): 3× Platinum RIAJ (physical): Gold          | Love Place                 |
| 16                             | "Sakura, I Love You?"                                                                            | 2012 | 6                     | 4                       | —               | 6               | 54,000          | RIAJ (download): Platinum                                                                | Love Place                 |
| 17                             | "Watashi-tachi" (私たち, "Us")                                                                   | 2012 | 6                     | 7                       | —               | 8               | 53,000          | RIAJ (download): Platinum                                                                | Love Place                 |
| 18                             | "Go for It!!"                                                                                    | 2012 | 7                     | 6                       | —               | 7               | 45,000          | RIAJ (download): 2× Platinum                                                             | Love Place                 |
| 19                             | "Always"                                                                                         | 2012 | 6                     | 6                       | 20              | 4               | 40,000          | RIAJ (PC): Gold                                                                          | Love collection ~Mint~     |
| 20                             | "Believe"                                                                                        | 2013 | 7                     | 7                       | —               | —               | 39,000          | RIAJ (download): Platinum                                                                | Love collection ~Mint~     |
| 21                             | "Namidairo" (涙色, "Color of tear")                                                              | 2013 | 14                    | 5                       | 18              | 3               | 28,000          | RIAJ (download): Platinum                                                                | Love collection ~Pink~     |
| 22                             | "Sayonara" (さよなら, "Goodbye")                                                                 | 2013 | 4                     | 3                       | —               | 6               | 43,000          | RIAJ (download): Platinum                                                                | with LOVE                  |
| 23                             | "We Don't Stop"                                                                                  | 2014 | 2                     | 2                       | —               | 6               | 33,000          | RIAJ (download): Platinum                                                                | with LOVE                  |
| 24                             | "Darling"                                                                                        | 2014 | 6                     | 2                       | 16              | 6               | 42,000          | RIAJ (download): 3× Platinum                                                             | with LOVE                  |
| 25                             | "Suki" (好き, "Love")                                                                            | 2014 | 9                     | 4                       | —               | 8               | 25,000          | RIAJ (download): Platinum                                                                | with LOVE                  |
| 26                             | "Moshi mo Unmei no Hito ga Iru no nara" (もしも運命の人がいるのなら, "What If I Had a Soulmate") | 2015 | 11                    | 2                       | —               | —               | 41,000          | RIAJ (download): Platinum                                                                | Just LOVE                  |
| 27                             | Torisetsu (トリセツ; Instruction Manual)                                                         | 2015 | 6                     | 1                       |                 | 6               | 74,000          | - RIAJ (download): Million - RIAJ (physical): Gold - RIAJ (streaming): Silver            | Just LOVE                  |
| 28                             | Anata no Suki na Tokoro (あなたの好きなところ; Things I Like About You)                          | 2016 | 5                     | 2                       | —               | —               | 33,000          | RIAJ (download): Gold                                                                    | Just LOVE                  |
| 29                             | Dear Bride                                                                                       | 2016 | 9                     | 5                       | —               | —               | 37,000          | RIAJ (download): Platinum                                                                | LOVE it                    |
| 30                             | Pa (パッ)                                                                                        | 2017 | 5                     | 3                       | —               | —               | 25,000          | RIAJ (download): Gold                                                                    | LOVE it                    |
| 31                             | Girls                                                                                            | 2017 | 7                     | 11                      | —               | —               | 21,000          |                                                                                          | LOVE it                    |
| 32                             | Te wo Tsunagu Riyuu (手をつなぐ理由; Reason to Hold Hands)                                       | 2017 | 7                     | 6                       | —               | —               | 20,000          |                                                                                          | LOVE it                    |
| 33                             | I Love You (アイラブユー)                                                                        | 2018 | 8                     | 4                       | —               | —               | 25,000          |                                                                                          | Love Collection 2 ～pink～ |
| 34                             | Bedtime Story                                                                                    | 2018 | 7                     | 6                       | —               | —               | 25,000          | RIAJ (download): Gold                                                                    | Love Collection 2 ～mint～ |
| —: Không có trên bảng xếp hạng |                                                                                                  |      |                       |                         |                 |                 |                 |                                                                                          |                            |

#### Song ca
| #                              | Tên                                                                                                | Năm  | Vị trí cao nhất       | Vị trí cao nhất        | Vị trí cao nhất         | Doanh thu (JPN) | Chứng nhận             | Album                                 |
| #                              | Tên                                                                                                | Năm  | Oricon Singles Charts | BillboardJapan Hot 100 | RIAJDigital Track Chart | Doanh thu (JPN) | Chứng nhận             | Album                                 |
| ------------------------------ | -------------------------------------------------------------------------------------------------- | ---- | --------------------- | ---------------------- | ----------------------- | --------------- | ---------------------- | ------------------------------------- |
| 1                              | "Aenakute mo" (会えなくても, "Even If We Can't Meet") (Wise feat Kana Nishino)                     | 2009 | —                     | —                      | 9                       |                 |                        | Love Quest                            |
| 2                              | "Brave Heart" (Nerdhead feat Kana Nishino)                                                         | 2010 | 24                    | —                      | —                       | 10,500          |                        | Beginning of the End                  |
| 3                              | "Manatsu no Orion" (真冬のオリオン, "Midsummer Orion") (Infinity 16 welcomez Minmi & Kana Nishino) | 2010 | —                     | 47                     | 3                       |                 |                        | Infinity 16 Best                      |
| 4                              | "By Your Side" (Wise feat Kana Nishino)                                                            | 2011 | 20                    | 21                     | 4                       | 7,400           | RIAJ (cellphone): Gold | Heart Connection: Best Collaborations |
| —: Không có trên bảng xếp hạng | |      |                       |                        |                         |                 |                        |                                       |

#### Đĩa đơn quảng bá
| #                              | Tên                                                            | Năm  | Vị trí cao nhất        | Vị trí cao nhất         | Chứng nhận                 | Album                     |
| #                              | Tên                                                            | Năm  | BillboardJapan Hot 100 | RIAJDigital Track Chart | Chứng nhận                 | Album                     |
| ------------------------------ | -------------------------------------------------------------- | ---- | ---------------------- | ----------------------- | -------------------------- | ------------------------- |
| 1                              | "Kimi no Koe o" (君の声を, "Your Voice") (feat Verbal (M-Flo)) | 2009 | 55                     | 5                       | RIAJ (cellphone): Platinum | Love One                  |
| 2                              | "Yours Only," (feat Wise)                                      | 2009 | —                      | 4                       |                            | Tribute: Maison de M-Flo  |
| 3                              | "Alright"                                                      | 2011 | 34                     | 4                       | RIAJ (download): Gold      | Thank You, Love           |
| 4                              | "Be Strong"                                                    | 2012 | 33                     | —                       | RIAJ (download): Gold      | Love Place                |
| 5                              | "Koisuru Kimochi" (恋する気持ち, "Feeling of love")            | 2014 | 91                     | —                       |                            | with LOVE                 |
| 6                              | "No. 1"                                                        | 2015 | 3                      | —                       | RIAJ (download): Platinum  | Secret Collection ~GREEN~ |
| 7                              | "A-gata no Uta" (A型のうた, "Blood Type-A Song")               | 2015 | 43                     | —                       |                            | Secret Collection ~RED~   |
| 8                              | "You & Me"                                                     | 2016 | 34                     | —                       |                            | Just LOVE                 |
| 9                              | "Have a Nice Day"                                              | 2016 | 4                      | —                       | RIAJ (download): Gold      | Just LOVE                 |
| 10                             | "Kimi ga Suki" (君が好き, "I Like You")                        | 2016 | 26                     | —                       | RIAJ (download): Gold      | Just LOVE                 |
| —: Không có trên bảng xếp hạng |                                                                |      |                        |                         |                            |                           |

### Video
| #  | Tên                                       | Thông tin                                                                 | Vị trí cao nhất | Vị trí cao nhất | Vị trí cao nhất |
| #  | Tên                                       | Thông tin                                                                 | JPN             | JPN Blu- ray    | TWN             |
| -- | ----------------------------------------- | ------------------------------------------------------------------------- | --------------- | --------------- | --------------- |
| 1  | Kanayan Tour 2011 ~Summer~                | Phát hành: 07/12/2011 Nhãn hiệu: Sony Music Japan Định dạng: DVD          | 4               | 9               | 7               |
| 2  | Love Voyage ~a place of my heart~         | Phát hành: 19/12/2012 Nhãn hiệu: Sony Music Japan Định dạng: DVD          | 6               | 45              | 4               |
| 3  | Kanayan Tour 2012 ~Arena~                 | Phát hành: 17/04/2013 Nhãn hiệu: Sony Music Japan Định dạng: DVD, Blu-ray | 2               | 7               | 2               |
| 4  | MTV Unplugged Kana Nishino                | Phát hành: 18/12/2013 Nhãn hiệu: Sony Music Japan Định dạng: DVD, Blu-ray | 10              | 16              | 3               |
| 5  | Love Collection Tour ~pink & mint~        | Phát hành: 09/07/2014 Nhãn hiệu: Sony Music Japan Định dạng: DVD, Blu-ray | 2               | 3               | —               |
| 6  | with LOVE Tour                            | Phát hành: 03/02/2016 Nhãn hiệu: Sony Music Japan Định dạng: DVD, Blu-ray | 2               | 2               | —               |
| 7  | Just LOVE Tour                            | Phát hành: 12/04/2017 Nhãn hiệu: Sony Music Japan Định dạng: DVD, Blu-ray | 1               | 4               | —               |
| 8  | Kana Nishino Dome Tour 2017 "Many Thanks" | Phát hành: 21/02/2018 Nhãn hiệu: Sony Music Japan Định dạng: DVD, Blu-ray | 2               | 8               | —               |
| 9  | LOVE it Tour ~10th Anniversary~           | Phát hành: 26/12/2018 Nhãn hiệu: Sony Music Japan Định dạng: DVD, Blu-ray | —               | —               | —               |
| 10 | Kana Nishino Love Collection Live 2019    | Phát hành: 24/04/2019 Nhãn hiệu: Sony Music Japan Định dạng: DVD, Blu-ray | —               | —               | —               |

## Giải thưởng

### MTV Video Music Awards Japan
| Năm  | Đề cử / Tác phẩm        | Giải thưởng                        | Kết quả   |
| ---- | ----------------------- | ---------------------------------- | --------- |
| 2010 | Motto..                 | Best Karaokee! Song                | Đoạt giải |
| 2011 | Kimitte                 | Best Pop Video Best Karaokee! Song | Đề cử     |
| 2011 | To Love                 | Best Album                         | Đoạt giải |
| 2012 | Tatoe Donna ni..        | Best Female Artist Video           | Đề cử     |
| 2012 | Esperanza               | Best Karaokee! Song                | Đề cử     |
| 2013 | Always                  | Best Female Artist Video           | Đoạt giải |
| 2013 | Love Place              | Best Album                         | Đề cử     |
| 2013 | Always                  | Best Karaokee! Song                | Đề cử     |
| 2014 | Believe                 | Best Pop Video                     | Đề cử     |
| 2016 | Anata no Suki na Tokoro | Best Female Artist Video           | Đề cử     |
| 2016 | Just Love               | Best Album                         | Đề cử     |
| 2016 | Anata no Suki na Tokoro | Best Pop Video                     | Đề cử     |
| 2017 | Pa                      | Best Female Artist Video           | Đoạt giải |

### Japan Record Awards
| Năm  | Đề cử / Tác phẩm       | Giải thưởng             | Kết quả   |
| ---- | ---------------------- | ----------------------- | --------- |
| 2010 | to LOVE                | Excellence Album Award  | Đoạt giải |
| 2011 | Esperanza              | Song of the Year        | Đề cử     |
| 2011 | Esperanza              | Excellent Work          | Đoạt giải |
| 2012 | GO FOR IT!!            | Song of the Year        | Đề cử     |
| 2012 | GO FOR IT!!            | Outstanding Works Award | Đoạt giải |
| 2012 | Love Place             | Excellence Album Award  | Đoạt giải |
| 2013 | Sayonara               | Song of the Year        | Đề cử     |
| 2013 | Sayonara               | Outstanding Works Award | Đoạt giải |
| 2014 | Darling                | Song of the Year        | Đề cử     |
| 2014 | Darling                | Outstanding Works Award | Đoạt giải |
| 2015 | Torisetsu              | Song of the Year        | Đề cử     |
| 2015 | Torisetsu              | Outstanding Works Award | Đoạt giải |
| 2016 | Anata no Sukina Tokoro | Song of the Year        | Đoạt giải |
| 2016 | Anata no Sukina Tokoro | Outstanding Works Award | Đoạt giải |

### Japan Cable Awards
| Năm  | Đề cử / Tác phẩm     | Giải thưởng            | Kết quả   |
| ---- | -------------------- | ---------------------- | --------- |
| 2010 | Kimitte              | Music Excellence Award | Đoạt giải |
| 2011 | Tatoe Donna ni...    | Music Excellence Award | Đoạt giải |
| 2012 | Watashitachi         | Music Excellence Award | Đoạt giải |
| 2013 | Sayonara             | Music Excellence Award | Đoạt giải |
| 2014 | Darling              | Music Excellence Award | Đoạt giải |
| 2015 | Torisetsu            | Music Excellence Award | Đoạt giải |
| 2016 | Dear Bride           | Music Excellence Award | Đoạt giải |
| 2016 | Dear Bride           | Grand Prix Winner      | Đoạt giải |
| 2017 | 'Te Wo Tsunagu Riyuu | Music Excellence Award | Đoạt giải |

### Japan Gold Disc Award
| Năm  | Đề cử / Tác phẩm                     | Giải thưởng                  | Kết quả   |
| ---- | ------------------------------------ | ---------------------------- | --------- |
| 2011 | to LOVE                              | Best 5 Albums                | Đoạt giải |
| 2011 | Aitakute Aitakute                    | Song Of The Year By Download | Đoạt giải |
| 2011 | if                                   | Best 5 Songs By Download     | Đoạt giải |
| 2011 | Best Friend                          | Best 5 Songs By Download     | Đoạt giải |
| 2013 | Tatoe Donna ni...                    | Best 5 Songs By Download     | Đoạt giải |
| 2015 | Darling                              | Best 5 Songs By Download     | Đoạt giải |
| 2016 | Torisetsu                            | Song Of The Year By Download | Đoạt giải |
| 2016 | Torisetsu                            | Best 5 Songs By Download     | Đoạt giải |
| 2016 | Moshimo Unmei no Hito ga Iru no Nara | Best 5 Songs By Download     | Đoạt giải |

### Billboard Japan Music Awards
| Năm  | Đề cử / Tác phẩm | Giải thưởng                    | Kết quả   |
| ---- | ---------------- | ------------------------------ | --------- |
| 2010 | Nishino Kana     | Nghệ sĩ nhạc Pop xuất sắc nhất | Đề cử     |
| 2014 | Nishino Kana     | Nghệ sĩ của năm                | Đoạt giải |
| 2015 | Nishino Kana     | Nghệ sĩ của năm                | Đoạt giải |

### Top Chinese Music Awards
| Năm  | Đề cử / Tác phẩm | Giải thưởng                      | Kết quả   |
| ---- | ---------------- | -------------------------------- | --------- |
| 2014 | Nishino Kana     | Nghệ sĩ có ảnh hưởng nhất Châu Á | Đoạt giải |